# Roberto Polo
Roberto Castro Polo (né à La Havane, Cuba, le 20 août 1951) est un historien et théoricien de l’art américain d'origine cubaine, collectionneur, conseiller, connaisseur et mécène.

## Biographie
Très jeune, Roberto Polo révéla un talent comme artiste plasticien, exposant son œuvre dans d’importants musées et galeries. Grâce à sa connaissance de l’histoire et de la théorie de l’art, il révéla aussi un talent pour reconnaître des œuvres d’art exceptionnelles et des pierres précieuses de différentes époques et origines. Roberto Polo étudia à la Corcoran School (Washington), où il fut nommé professeur à l’âge précoce de seize ans[réf. nécessaire], et à l’université Columbia (New York).
À l’âge de 24 ans, il conçoit et organise une exposition au Rizzoli International Bookstore and Gallery de New York qui fait aujourd’hui référence, Fashion as Fantasy, présentant des œuvres spécialement créées par cinquante-quatre créateurs tels que David Hockney, Robert Motherwell, Yves Saint-Laurent et Andy Warhol.
Roberto Polo participa à la création du département d’investissement en art au sein de la Citibank (New York), le premier département de ce genre dans le domaine bancaire. En 1981, il quitta la Citibank et devint un conseiller indépendant d’investissement en art et en pierres précieuses. Il fonde à New York, Private Asset Management Group Inc (PAM), une société de conseils financiers destinée à des investisseurs européens et sud-américains. À compter de 1984, Polo dépose la plupart des fonds sous sa gestion dans une holding établie aux Îles Caïmans. Puis, brusquement, Polo quitte New York en 1986 pour s'établir à Paris et Genève.
Durant les années 1975-1987, il forma des collections d’arts décoratifs et beaux-arts français des XVIIIe, XIXe et XXe siècles, ainsi que de pierres précieuses, décrites par Le Journal des arts comme d'« anthologies ».
Début 1988 Roberto et Rosa Polo donnent aux musées nationaux français la Couronne de l'impératrice Eugénie, et L'Adoration des bergers de Fragonard. Cette même année, il reçoit la médaille de commandeur de l’ordre des Arts et des Lettres pour ses nombreuses contributions à la culture et à l’art français".
En juin 1988, il est accusé par le fisc américain d'avoir détourné 110 millions de dollars, cette plainte fait suite à une action en justice de certains des clients de sa société PAM. Il est obligé de mettre en vente une partie de ses collections, puisque l'ensemble avait été saisi (biens personnels et objets détenus par sa galerie),. Il est jugé en 1995 par la cour de justice suisse à Genève et condamné pour détournement de fonds, à cinq ans de prison. Ayant séjourné 42 mois en prison, il est libéré en la même année. En 2005, il revient sur le marché de l'art en ouvrant à Paris, la Galerie Historismus. En 2012, il ouvre la Robert Polo Gallery à Bruxelles (fermée en 2018).
En 2011, Francis Lincoln Limited, a publié un livre de 688 pages intitulé Roberto Polo: The Eye, dont les auteurs sont des conservateurs et des professeurs réputés : Werner Adriaenssens, Daniel Alcouffe, Françoise Aubry, Thomas Föhl, Guido Giovannini-Torelli, Léon Lock et Odile Nouvel-Kamerer. Ce livre explore l’évolution visuelle de Roberto Polo à travers une sélection de plus de trois cents chefs-d’œuvre et pierres précieuses recouvrant une période de plus de quatre siècles et figurant dans les extraordinaires collections qu’il a formées. Illustré avec plus de quatre cents photographies en couleur, ce livre est un aperçu sur l’homme décrit par Art & Auction comme « une des dix personnes qui ont influencé le marché de l’art », et un compte rendu révélateur de quarante années passées à former des collections.
En 2018, il prête pour une durée de 15 ans, plus de 420 œuvres au musées de Tolède et Cuenca, formant ainsi une fondation.

## Publications
- Vingt-six chefs-d'œuvre de la peinture française du XVIIIe siècle, catalogue de vente de la collection des époux Polo à Paris préfacé par Pierre Rosenberg, Théâtre des Champs-Elysées, étude Ader-Picard-Tajan, édité par Vogue France, 30 mai 1988.
- Collection Roberto Polo, catalogue de vente par Ader et Tajan à Paris, Hôtel George V, 7 novembre 1991.
- Exposition Castro Polo, Paris, Galerie Enrico Navarra, sept.-octo. 1996.
- Exhibition Castro-Polo, New York, Galeria Ramis Barquet, 1998.